# لويد لانج
لويد لانج (بالإنجليزية: Lloyd Lange)‏ هو سياسي أسترالي، ولد في 27 يونيو 1937، وتوفي في 24 نوفمبر 2013. انتخب عضو المجلس التشريعي نيو ساوث ويلز.